# Steve Hillage
Stephen „Steve“ Simpson Hillage (* 2. srpna 1951 Londýn) je britský hudebník a kytarista, spojovaný s canterburskou scénou, člen skupin Gong a System 7.
Hillage se narodil v londýnské čtvrti Chingford. Jeho první hudební skupina byla kapela Uriel, která byla založena roku 1968 a na začátku následujícího roku se přejmenovala na Egg. Tehdy však Hillage ze skupiny odešel. Téhož roku se ale původní sestava Uriel dala dohromady a pod pseudonymy nahrála a vydala album Arzachel. Hillage také hostoval na posledním albu Egg, The Civil Surface z roku 1974. Členem francouzské skupiny Gong se Hillage stal v roce 1973, kapelu opustil o tři roky později. Ke skupině se vrátil ve druhé polovině devadesátých let a s přestávkami s ní vystupoval až do roku 2012.
Ve druhé polovině sedmdesátých let vydal Hillage několik sólových alb. Od osmdesátých let se věnoval produkování alb jiných interpretů, jako například Sons and Fascination/Sister Feelings Call (Simple Minds, 1981), Groovy Decay (Robyn Hitchcock, 1982) a Up to Our Hips (The Charlatans, 1994). Na začátku 90. let založil společně se svou bývalou spoluhráčkou z Gongu Miquette Giraudy skupinu System 7, která funguje do současnosti.

## Sólová diskografie
- Fish Rising (1975)
- L (1976)
- Motivation Radio (1977)
- Green (1978)
- Live Herald (1979)
- Rainbow Dome Musick (1979)
- Open (1979)
- For to Next / And Not Or (1983)
- BBC Radio 1 Live (1994)
- Light in the Sky (2003)
- Live at Deeply Vale Festival 1978 (2004)